# BTX-Format
Das BTX-Format („Balanced Technology Extended“) war als Nachfolger des ATX-Formats als Formfaktor für PCs geplant. Der neue Standard wurde erstmals 2003 auf dem Intel Developer Forum vorgestellt, konnte sich aber aufgrund fehlender Akzeptanz nicht gegenüber dem etablierten ATX-Format durchsetzen und wurde von Intel im Oktober 2006 vom Markt genommen. Ähnlich wie beim ATX-Format existieren zusätzliche Formfaktoren für kleinere Gehäuse, einmal MicroBTX und das noch kleinere Format PicoBTX.

## Technik

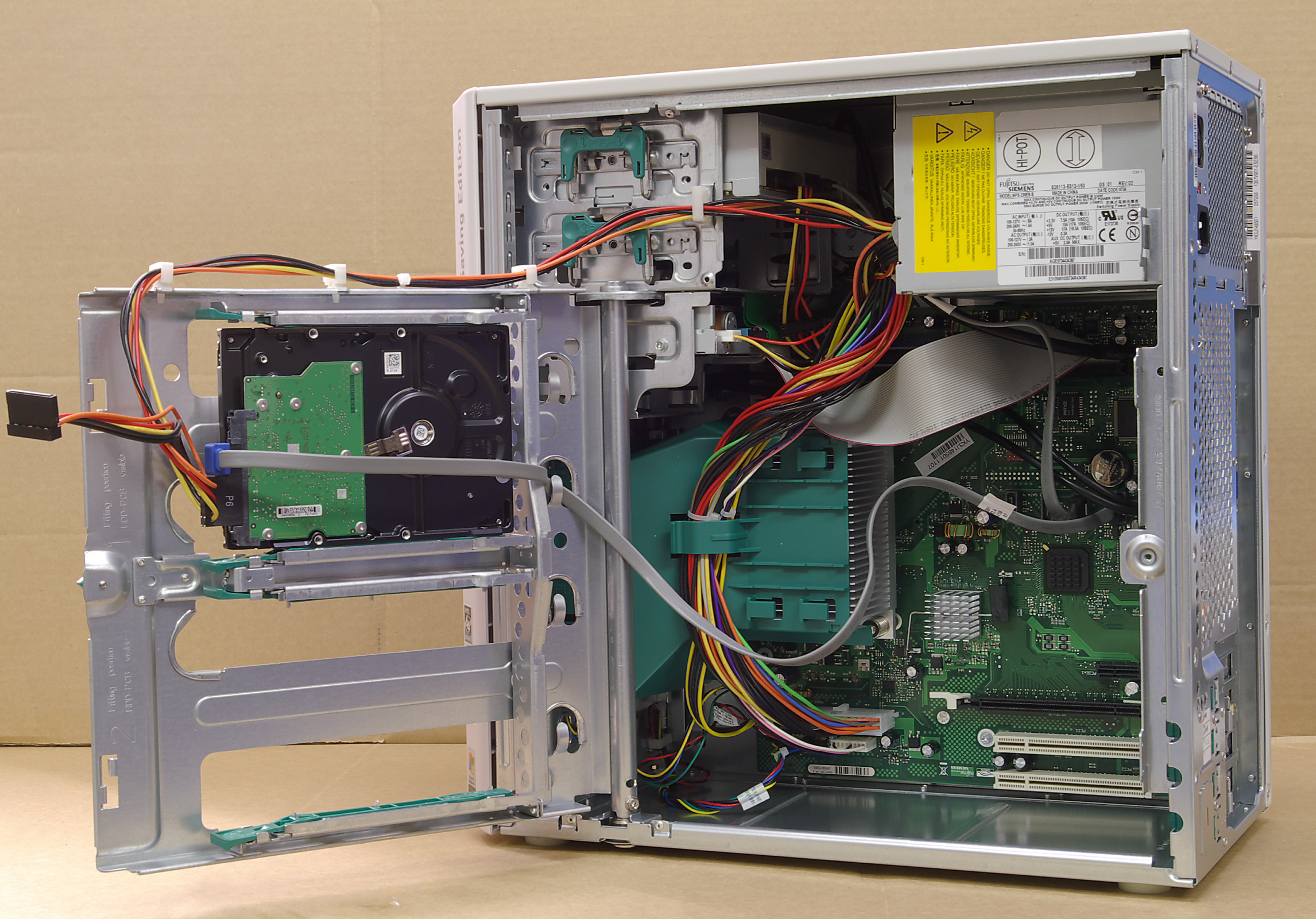
Geöffnetes BTX-Computergehäuse

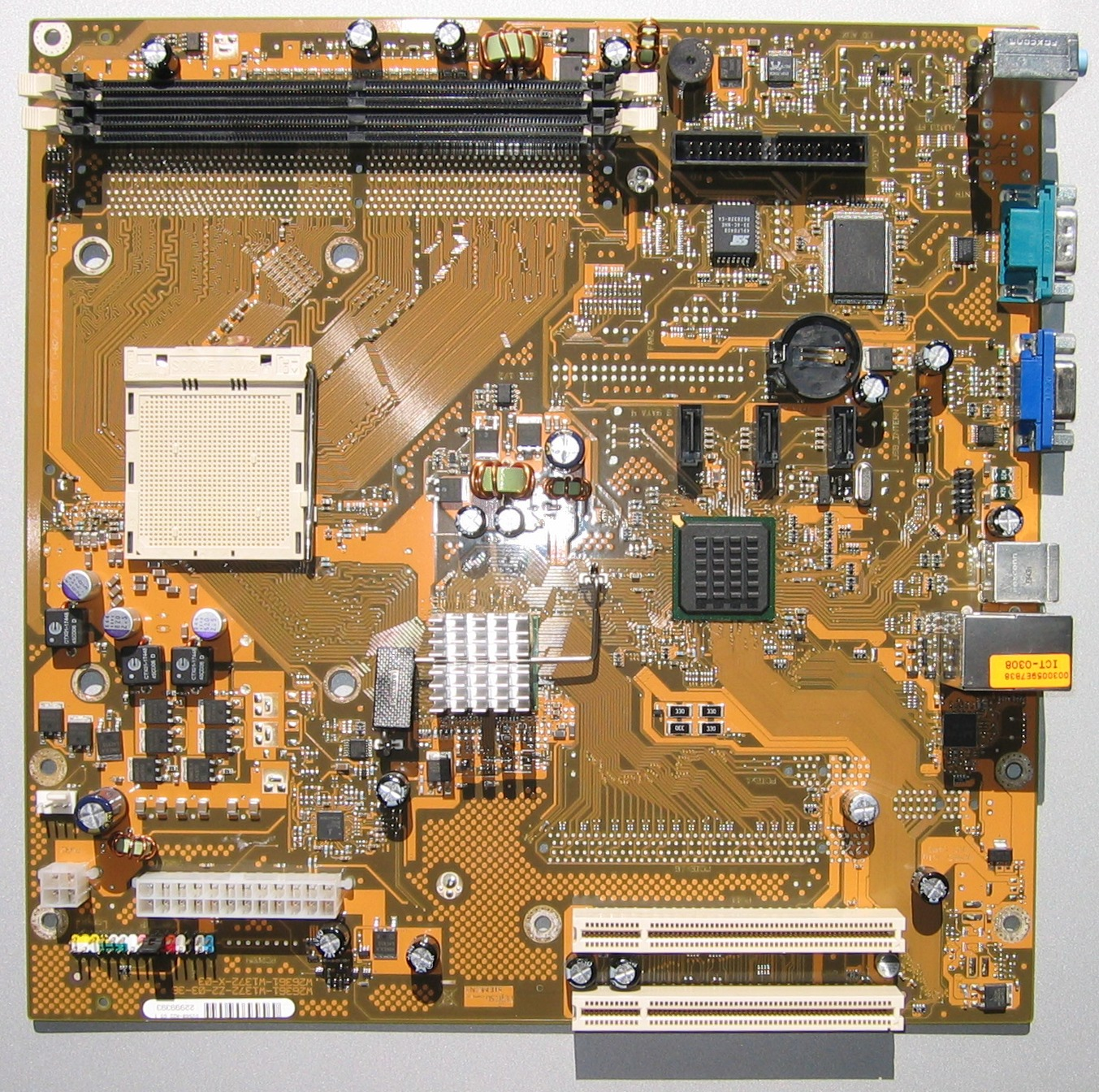
Freigelegte BTX-Hauptplatine

Das BTX-Gehäuse ist in Zonen aufgeteilt, in denen sich nur bestimmte Bauteile, wie beispielsweise der Hauptprozessor, befinden dürfen.
- Das Mainboard wird – von vorne gesehen – auf der linken statt auf der rechten Seite im Gehäuse eingebaut, also spiegelverkehrt.
- Der Prozessorkühler wird nicht auf dem Mainboard befestigt, sondern direkt mit dem Gehäuse verschraubt. Er kann dadurch bedeutend schwerer und höher ausfallen als bei ATX, ohne Gefahr zu laufen, Mainboard oder CPU zu beschädigen. Diese Gefahr ist beim Transport von Fertig-PCs am größten.
  - Für den Prozessorkühler ist zwingend ein großer Lüfter vorgesehen, der Luft von vorne nach hinten befördert. Der Prozessorkühler ist so zu dimensionieren, dass sein Luftstrom sämtliche passiv zu kühlenden Chips mitkühlt. Diese sind im Luftstrom anzubringen.
  - Die RAM-Sockel sind zwingend parallel zu diesem Luftstrom zu positionieren. Bei den meisten ATX-Board stehen sie senkrecht zu den Erweiterungssteckplätzen und eben zu solch einem Luftstrom.
- Die Grafikkarte befindet sich im Luftstrom dieses Hauptkühlers; bei ATX kann sich diese in einem stehenden Luftpolster befinden (muss aber nicht).
  - Zusätzlich wird durch den Einbau auf der linken Seite erreicht, dass sich der Grafikchip nun auf der Oberseite der Grafikkarte befindet, so dass kein Hitzestau entsteht, da warme Luft gleich nach oben steigen kann.
  - Wird die Grafikkarte aktiv gekühlt, muss der Kühler nun nicht mehr zwischen Grafikkarte und nächster Erweiterungskarte eingepfercht sein, sondern schaut in die andere Richtung. Von dort kann genug Luft angesaugt werden.
- PCI-Express (x16) als Standardsteckplatz für Grafikkarten.
- PCI-Express (x1), (x4) oder (x8) sind je nach Hauptplatine ebenfalls vorhanden, sowie herkömmliche PCI-Slots
- Der vierpolige 12-V-Stecker zur stabileren Stromversorgung des Prozessors ist zwingend vorgeschrieben.

## Vorteile
- Eine ausreichend gute Kühlung ist leicht zu erreichen.
- Eine ausreichend gute Kühlung ist leiser umsetzbar.
- Vom Prozessorkühler ausgeübte Beschleunigungskräfte werden vom SRM (Standard Support and Retention Module) und damit vom Gehäuse aufgenommen.

## Nachteile
Durch das umgedrehte Einstecken der PCI- und PCI-Express-Karten in der Hauptplatine liegt deren mit Kondensatoren, Chips und anderen elektronischen Bauteilen bestückte Seite oben, was zu einem raschen Verstauben führt. Der Staub lässt sich auf dieser Seite der Karten nur schwer wieder entfernen (z. B. mit Druckluftsprays). Bei ATX-Gehäusen weist die glatte, unbestückte Seite der Karten nach oben – der sich dort ansammelnde Staub lässt sich damit sehr leicht abwischen.

## Abmessungen
- BTX: 325,12 mm × 266,70 mm
- microBTX: 264,16 mm × 266,70 mm
- nanoBTX: 223,52 mm × 266,70 mm
- picoBTX: 203,20 mm × 266,70 mm

## Verbreitung
BTX-Hardware, d. h. Gehäuse und Mainboard, war überwiegend in Form von fertigen PCs besonders für Geschäftskunden auf dem Markt vorzufinden. Als vermutlich letzte auf Intel-Prozessoren basierende Mainboards wurden Boards von Fujitsu mit Sockel 775 sowie Sockel 1156 im BTX-Format angeboten, die unter anderem „PCIe x16“ und DDR3-Arbeitsspeicher unterstützten.